# Giovanni Crivello
Giovanni Crivello (Genova, 6 marzo 1950) è un fumettista italiano.

## Biografia
Dopo aver completato gli studi nel 1969, durante il servizio militare realizza alcune illustrazioni per il Museo Nazionale della Cavalleria. Si dedica inizialmente all'attività di grafico pubblicitario e illustratore fino a quando inizia a collaborare come disegnatore di fumetti, nel 1976, con lo Staff di If realizzando la serie La furia del West edita della Cenisio per poi collaborare con la casa editrice Universo; collabora anche alla testata SuperGulp! e disegna merchandising per aziende come la Nestlé. Fra gli anni 80 e 90 lavora per la Ediperiodici a serie per adulti e, per la Sergio Bonelli Editore, collabora alle serie Piccolo Ranger, Martin Mystère e Zona X. Durante gli anni novanta collabora con altre case editrici come la Editoriale Dardo, la Fenix e la IF Edizioni.